# Eleições gerais na Tanzânia em 2015
As eleições gerais tanzanianas de 2015 foram realizadas em 25 de outubro.

## Resultados

### Presidencial
| Candidato                 | Partido                                | Votos      | %     |
| ------------------------- | -------------------------------------- | ---------- | ----- |
| John Magufuli             | Partido Revolucionário da Tanzânia     | 8,882,935  | 58.46 |
| Edward Lowassa            | Partido pela Democracia e o Progresso  | 6,072,848  | 39.97 |
| Anna Elisha Mghwira       | Aliança para a Mudança e Transparência | 98,763     | 0.65  |
| Lutalosa Yembe            | Aliança para a Mudança Democrática     | 66,049     | 0.43  |
| Hashim Rungwe Spunda      | Partido da Libertação Pública          | 49,256     | 0.32  |
| Machmillan Elifatio Lyimo | Partido Trabalhista                    | 8,198      | 0.05  |
| Janken Malik Kasambala    | Reconstrução da Aliança Nacional       | 8,028      | 0.05  |
| Fahmi Nassoro Dovutwa     | Partido Democrático do Povo Unido      | 7,785      | 0.05  |
| Votos em branco           | Votos em branco                        | 402,248    | –     |
| Total                     | Total                                  | 15,596,110 | 100   |
| Total de eleitores        | Total de eleitores                     | 23,161,440 | 67.34 |
| Fonte: NEC                |                                        |            |       |

### Parlamentar
| Partido                                        | Votos      | %     | Assentos | Assentos | Assentos | Assentos | Assentos |
| Partido                                        | Votos      | %     | Eleito   | Mulheres | Nomeado  | Total    | +/–      |
| ---------------------------------------------- | ---------- | ----- | -------- | -------- | -------- | -------- | -------- |
| Partido Revolucionário da Tanzânia             | 8,021,427  | 55.04 | 188      | 64       |          | 252      |          |
| Partido pela Democracia e o Progresso          | 4,627,923  | 31.75 | 34       | 36       |          | 70       |          |
| Frente Cívica Unida                            | 1,257,765  | 8.63  | 32       | 10       |          | 42       |          |
| Aliança para a Mudança e Transparência         | 323,112    | 2.22  | 1        | 0        |          | 1        |          |
| Convenção Nacional para a Construção e Reforma | 218,209    | 1.50  | 1        | 0        |          | 1        |          |
| Partido da Libertação Pública                  | 23,058     | 0.16  | 0        | 0        | 0        | 0        | 0        |
| Partido Democrático                            | 14,471     | 0.10  | 0        | 0        | 0        | 0        | 0        |
| Partido Democrático Unido                      | 13,757     | 0.09  | 0        | 0        | 0        | 0        | –1       |
| Partido Trabalhista                            | 13,098     | 0.09  | 0        | 0        | 0        | 0        | –1       |
| Aliança Democrática                            | 12,979     | 0.09  | 0        | 0        | 0        | 0        | 0        |
| Aliança para a Mudança Democrática             | 12,420     | 0.09  | 0        | 0        | 0        | 0        | 0        |
| Partido da Justiça e Bem-Estar                 | 8,217      | 0.06  | 0        | 0        | 0        | 0        | 0        |
| Partido Aliança dos Agricultores               | 7,498      | 0.05  | 0        | 0        | 0        | 0        | 0        |
| Partido Democrático do Povo Unido              | 3,772      | 0.03  | 0        | 0        | 0        | 0        | 0        |
| Jahazi Asilia                                  | 3,344      | 0.02  | 0        | 0        | 0        | 0        | 0        |
| Partido Progressista                           | 3,037      | 0.02  | 0        | 0        | 0        | 0        | 0        |
| Partido Social                                 | 2,310      | 0.02  | 0        | 0        | 0        | 0        | 0        |
| Liga Nacional para a Democracia                | 2,082      | 0.01  | 0        | 0        | 0        | 0        | 0        |
| União para a Democracia Multipartidária        | 1,975      | 0.01  | 0        | 0        | 0        | 0        | 0        |
| Voz Pública                                    | 1,810      | 0.01  | 0        | 0        | 0        | 0        | 0        |
| Reconstrução da Aliança Nacional               | 1,467      | 0.01  | 0        | 0        | 0        | 0        | 0        |
| Democracia Cuidadosa                           | 1,226      | 0.01  | 0        | 0        | 0        | 0        | 0        |
| Votos em branco                                |            | –     | –        | –        | –        | –        | –        |
| Total                                          | 14,574,957 | 100   | 256      | 110      | 10       | 367      | +17      |
| Total de eleitores                             |            |       | –        | –        | –        | –        | –        |
| Fonte: NEC, IPU                                |            |       |          |          |          |          |          |